# Gottfrid Nygren

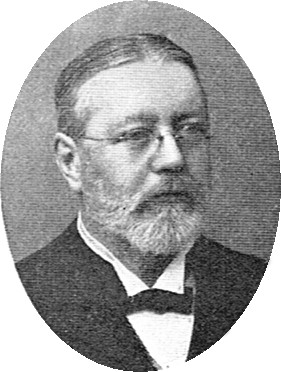
Gottfrid Nygren.

Gottfrid Leonard Nygren, född 30 januari 1849, i Rumskulla, död 22 juli 1916 i Skodsborg i Danmark, var en svensk apotekare och företagsledare.

## Biografi
Nygren var son till brukspatron Christoffer Nygren och Mathilda Hård af Segerstad. Efter skolstudier i Linköping kom Nygren vid 14 års ålder som elev till Apoteket Lejonet i Stockholm. Han avlade farmacie kandidatexamen 1867 och apotekarexamen 1872. Därefter följde flera år som köpman där han var representant för framstående tyska läkemedelsföretag. 1894 blev han delägare i Apoteket Nordstjernan i Stockholm och övertog där ledningen för apotekets handel med läkemedel. Från och med 1903 var han verkställande direktör för De Förenade Kolsyrefabrikernas AB på Liljeholmen och 1904 för Nordstjernans mineralvattenfabrik som hade sitt ursprung i Apoteket Nordstjernan. Efter första världskrigets utbrott 1914 inrättades Medicinalstyrelsens läkemedelskommission för att organisera Sveriges inköp av läkemedel från
utlandet och Nygren kallades till dess ordförande. Nygren ägnade ett särskilt intresse åt den studerande farmaceutiska ungdomen, vilket ledde till en av honom donerad stipendiefond avsedd till farmaceuter för vetenskapliga studier i in- och utlandet.

## Hem och familj

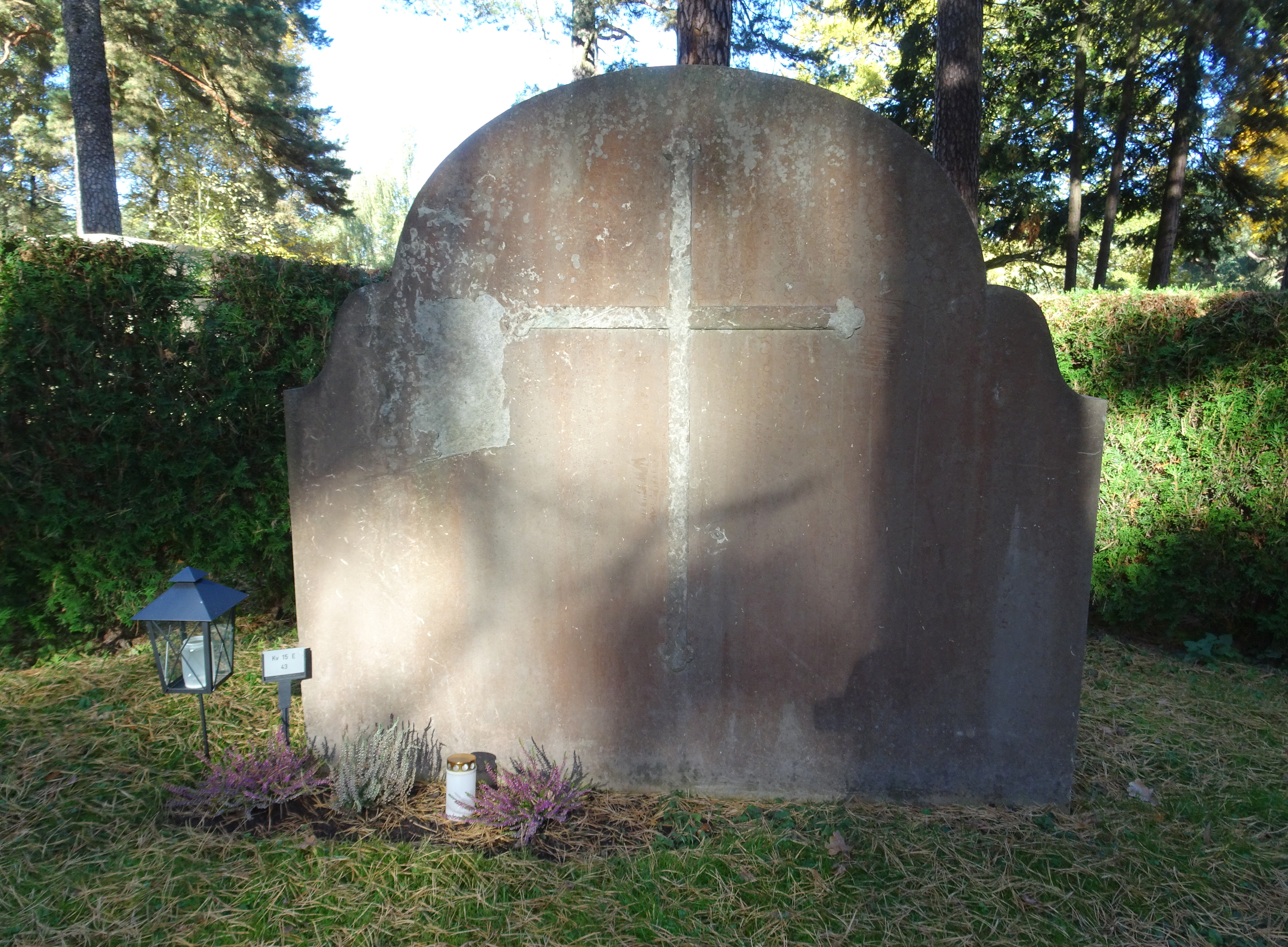
Nygrens gravsten på Norra begravningsplatsen, oktober 2022.

Nygren var gift med Augusta Lyon (född 1855). Paret hade två barn, Max (född 1879) och Thora (född 1883). År 1910 bosatte sig familjen i den nybyggda stadsvillan Trädlärkan 8 vid Sköldungagatan 5 i Lärkstaden. Han avled oväntat i hjärtförlamning under en vistelse i Skodsborg. Han begravdes den 29 juli 1916 på Norra begravningsplatsen i familjegraven. I samma grav finns även hustrun Augusta (död 1935) och barnen Max (död 1972) och Thora (död 1954).